# Simning vid olympiska sommarspelen 1984

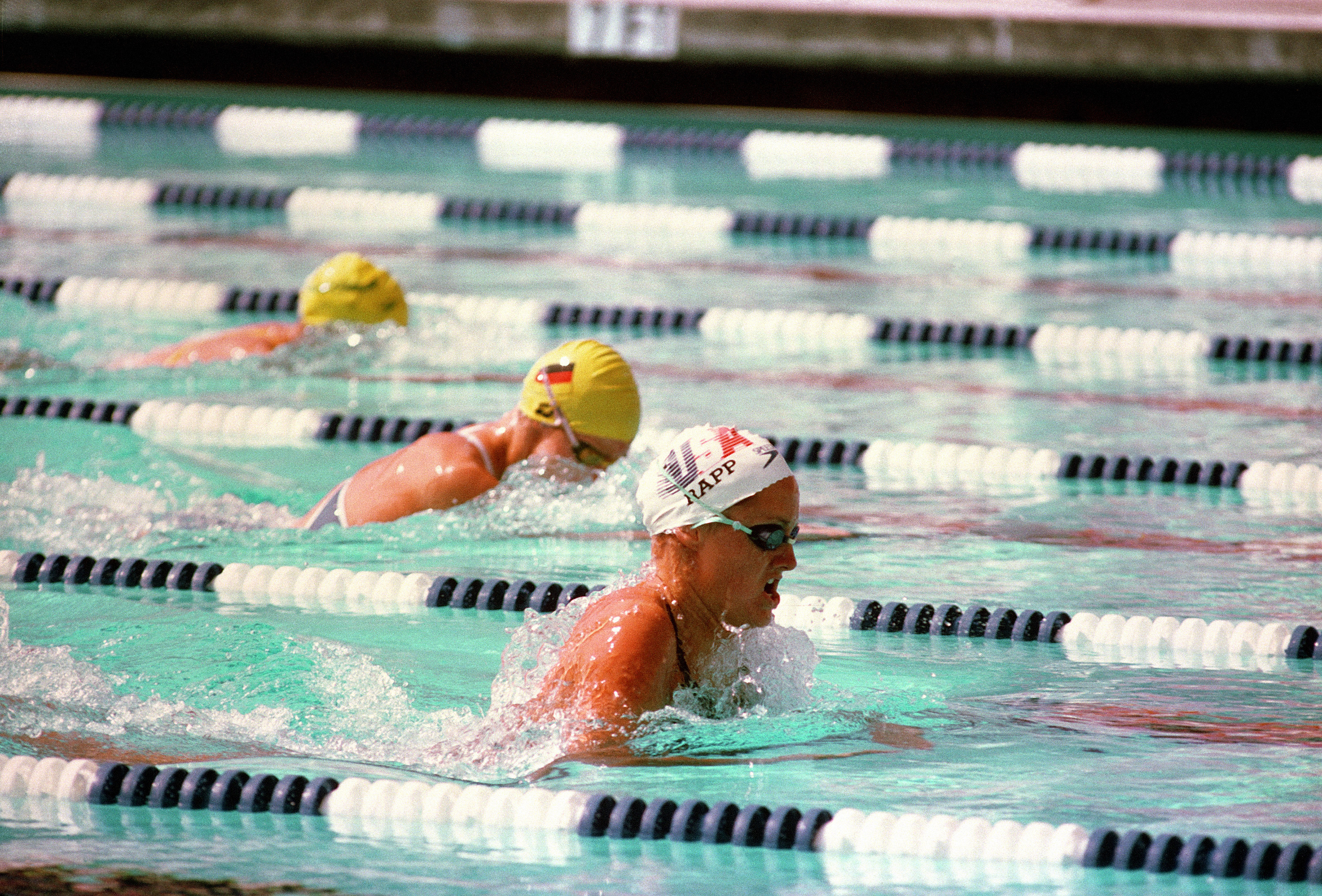
Damernas bröstsim

Simningen vid olympiska sommarspelen 1984 i Los Angeles bestod av 29 grenar, 15 för män och 14 för kvinnor, och hölls mellan den 29 juli och 4 augusti 1984 i McDonald's Olympic Swim Stadium. Antalet deltagare var 494 tävlande från 67 länder.

## Medaljfördelning
| Pl. | Nation         | Guld | Silver | Brons | Totalt |
| --- | -------------- | ---- | ------ | ----- | ------ |
| 1   | USA            | 21   | 13     | 0     | 34     |
| 2   | Kanada         | 4    | 3      | 3     | 10     |
| 3   | Västtyskland   | 2    | 3      | 6     | 11     |
| 4   | Nederländerna  | 2    | 1      | 3     | 6      |
| 5   | Australien     | 1    | 5      | 6     | 12     |
| 6   | Storbritannien | 0    | 1      | 4     | 5      |
| 7   | Frankrike      | 0    | 1      | 1     | 2      |
| 8   | Brasilien      | 0    | 1      | 0     | 1      |
| 9   | Sverige        | 0    | 0      | 2     | 2      |
| 10  | Belgien        | 0    | 0      | 1     | 1      |
| 10  | Rumänien       | 0    | 0      | 1     | 1      |
| 10  | Schweiz        | 0    | 0      | 1     | 1      |
| 10  | Venezuela      | 0    | 0      | 1     | 1      |

## Medaljörer

### Damer
| Gren                         | Guld                                                              | Silver                                                                        | Brons                                                                     |
| 100 meter frisim Detaljer... | Carrie Steinseifer USA Nancy Hogshead USA                         | Ingen                                                                         | Annemarie Verstappen Nederländerna                                        |
| 200 m frisim Detaljer...     | Mary Wayte USA                                                    | Cynthia Woodhead USA                                                          | Annemarie Verstappen Nederländerna                                        |
| 400 m frisim Detaljer...     | Tiffany Cohen USA                                                 | Sarah Hardcastle Storbritannien                                               | June Croft Storbritannien                                                 |
| 800 m frisim Detaljer...     | Tiffany Cohen USA                                                 | Michelle Richardson USA                                                       | Sarah Hardcastle Storbritannien                                           |
| 100 m ryggsim Detaljer...    | Theresa Andrews USA                                               | Betsy Mitchell USA                                                            | Jolanda de Rover Nederländerna                                            |
| 200 m ryggsim Detaljer...    | Jolanda de Rover Nederländerna                                    | Amy White USA                                                                 | Anca Pătrășcoiu Rumänien                                                  |
| 100 m bröstsim Detaljer...   | Petra van Staveren Nederländerna                                  | Anne Ottenbrite Kanada                                                        | Catherine Poirot Frankrike                                                |
| 200 m bröstsim Detaljer...   | Anne Ottenbrite Kanada                                            | Susan Rapp USA                                                                | Ingrid Lempereur Belgien                                                  |
| 100 m fjäril Detaljer...     | Mary T. Meagher USA                                               | Jenna Johnson USA                                                             | Karin Seick Västtyskland                                                  |
| 200 m fjäril Detaljer...     | Mary T. Meagher USA                                               | Karen Phillips Australien                                                     | Ina Beyermann Västtyskland                                                |
| 200 m medley Detaljer...     | Tracy Caulkins USA                                                | Nancy Hogshead USA                                                            | Michelle Pearson Australien                                               |
| 400 m medley Detaljer...     | Tracy Caulkins USA                                                | Suzanne Landells Australien                                                   | Petra Zindler Västtyskland                                                |
| 4 x 100 m frisim Detaljer... | USA Jenna Johnson Carrie Steinseifer Dara Torres Nancy Hogshead   | Nederländerna Annemarie Verstappen Desi Reijers Elles Voskes Conny van Bentum | Västtyskland Iris Zscherpe Susanne Schuster Christiane Pielke Karin Seick |
| 4 x 100 m medley Detaljer... | USA Theresa Andrews Tracy Caulkins Mary T. Meagher Nancy Hogshead | Västtyskland Svenja Schlicht Ute Hasse Ina Beyermann Karin Seick              | Kanada Reema Abdo Anne Ottenbrite Michelle MacPherson Pamela Rai          |

### Herrar
| Gren                         | Guld                                                       | Silver                                                                    | Brons                                                            |
| 100 m frisim Detaljer...     | Rowdy Gaines USA                                           | Mark Stockwell Australien                                                 | Per Johansson Sverige                                            |
| 200 m frisim Detaljer...     | Michael Groß Västtyskland                                  | Michael Heath USA                                                         | Thomas Fahrner Västtyskland                                      |
| 400 m frisim Detaljer...     | George DiCarlo USA                                         | John Mykkanen USA                                                         | Justin Lemberg Australien                                        |
| 1500 m frisim Detaljer...    | Mike O'Brien USA                                           | George DiCarlo USA                                                        | Stefan Pfeiffer Västtyskland                                     |
| 100 m ryggsim Detaljer...    | Rick Carey USA                                             | Dave Wilson USA                                                           | Mike West Kanada                                                 |
| 200 m ryggsim Detaljer...    | Rick Carey USA                                             | Frédéric Delcourt Frankrike                                               | Cameron Henning Kanada                                           |
| 100 m bröstsim Detaljer...   | Steve Lundquist USA                                        | Victor Davis Kanada                                                       | Peter Evans Australien                                           |
| 200 m bröstsim Detaljer...   | Victor Davis Kanada                                        | Glenn Beringen Australien                                                 | Étienne Dagon Schweiz                                            |
| 100 m fjäril Detaljer...     | Michael Groß Västtyskland                                  | Pablo Morales USA                                                         | Glenn Buchanan Australien                                        |
| 200 m fjäril Detaljer...     | Jon Sieben Australien                                      | Michael Groß Västtyskland                                                 | Rafael Vidal Venezuela                                           |
| 200 m medley Detaljer...     | Alex Baumann Kanada                                        | Pablo Morales USA                                                         | Neil Cochran Storbritannien                                      |
| 400 m medley Detaljer...     | Alex Baumann Kanada                                        | Ricardo Prado Brasilien                                                   | Rob Woodhouse Australien                                         |
| 4 x 100 m frisim Detaljer... | USA Chris Cavanaugh Michael Heath Matt Biondi Rowdy Gaines | Australien Greg Fasala Neil Brooks Michael Delany Mark Stockwell          | Sverige Thomas Lejdström Per Johansson Bengt Baron Mikael Örn    |
| 4 x 200 m frisim Detaljer... | USA Michael Heath David Larson Jeff Float Bruce Hayes      | Västtyskland Thomas Fahrner Dirk Korthals Alexander Schowtka Michael Groß | Storbritannien Neil Cochran Paul Easter Paul Howe Andrew Astbury |
| 4 x 100 m medley Detaljer... | USA Rick Carey Steve Lundquist Pablo Morales Rowdy Gaines  | Kanada Mike West Victor Davis Tom Ponting Sandy Goss                      | Australien Mark Kerry Peter Evans Glenn Buchanan Mark Stockwell  |